# Nasreen Mohamedi
Nasreen Mohamedi (1937-1990) est une artiste indienne surtout connue pour ses dessins au trait et considérée comme l'une des artistes majeures de l'Inde moderne. Elle est issue d'une famille musulmane aisée du nord-ouest de l'Inde et du Pakistan avec des ramifications au Yémen et en Arabie saoudite. Ce statut privilégié lui permet de suivre des cours au Central Saint Martins College of Art and Design.
Bien que relativement méconnue en dehors de son pays natal de son vivant, l'œuvre de Mohamedi a été découverte dans les cercles critiques internationaux au début du XXIe siècle. Ses œuvres ont été exposées au Museum of Modern Art (MoMA) de New York, au Kiran Nadar Museum of Art (en) de New Delhi, à la  Documenta de Kassel, en Allemagne, et à la Talwar Gallery (en). Cette dernière a organisé la première exposition personnelle de l'artiste en dehors de l'Inde en 2003.

## Biographie
Née en 1937 à Karachi, dans les Indes britanniques, Nasreen Mohamedi a vécu, dès ses premières années, dans un environnement cosmopolite. Elle est née dans une famille influente de l'élite musulmane, la Famille Tyabji (en). Elle grandit dans une famille de huit enfants et sa mère meurt quand elle est très jeune. Son père possède un magasin de matériel photographique à Bahreïn, entre autres entreprises commerciales. La famille déménage à Mumbai en 1944, et de 1954 à 1957, Mohamedi fréquente la St. Martin's School of the Arts, à Londres. Après être retournée brièvement avec sa famille à Bahreïn, Mohamedi décroche une bourse et étudie à Paris de 1961 à 1963, où elle  travaille également dans un atelier de gravure. De retour en Inde, elle rejoint l'Institut Bhulabhai Desai pour les Arts à Mumbai. C'est là qu'elle rencontre d'autres artistes, notamment MF Husain et Tyeb Mehta. Quelque temps après avoir rejoint l'Institut Bhulabhai Desai, elle monte sa première exposition personnelle à la Galerie 59. C'est également à Mumbai qu'elle rencontre l'abstractionniste Jeram Patel (en), qui deviendra plus tard son ami et collègue, et Vasudeo S. Gaitonde (en), qui devient son mentor,,,.
Elle s'installe à Vadodara en 1972, où elle enseigne les beaux-arts à l'université Maharaja Sayajirao (zh), activité qu'elle poursuivra jusqu'à son décès en 1990. Elle voyage également à l'étranger, passant du temps au Koweït, à Bahreïn, au Japon, aux États-Unis d'Amérique, en Turquie et en Iran,,. Ces voyages sont pour elle une source d’inspiration. Au cours de la dernière décennie de sa vie, les fonctions motrices de Mohamedi se sont progressivement détériorées alors qu'elle était confrontée à un trouble neurologique héréditaire rare similaire à la maladie de Parkinson, appelé chorée de Huntington. Elle a cependant pu garder le contrôle de sa main pour le dessin et a continué à créer le travail précis et méticuleux pour lequel elle est devenue célèbre. Elle décède en 1990 à Kihim (en), non loin d'Alibag, à l'âge de 53 ans,,.

## Influences

Exposition des dessins de Nasreen Mohamedi (2013 - Galerie Talwar).

En Occident, Mohamedi est le plus souvent associée à Agnès Martin, avec qui elle a été exposée à la documenta de 2007 à Kassel, en Allemagne. Bien que le marquage discipliné de Mohamedi et son utilisation fréquente de grilles et de lignes rappellent le travail de Martin, Mohamedi ne connaissait pas l'artiste américaine ni ses peintures.
En revanche, on sait que Mohamedi connait et communique avec de nombreux artistes de premier plan en Inde dans les années 1960 et 1970 dont Vasudeo S. Gaitonde (en), ainsi que Tyeb Mehta, membre du Bombay Progressive Artists' Group qui deviennent ses mentors dans les années 1960. Malgré son interaction avec de telles personnalités, Mohamedi  créée son propre style ; travaillant à une époque où la tendance est au figuratif, Mohamedi a persiste dans sa recherche d'un trait personnel à travers lequel elle voit le monde.
Dans son journal, Mohamedi fait référence à Kasimir Malevitch et à Wassily Kandinsky, qu'elle admire et qu'elle considère comme des sources d'inspiration. En effet, le constructivisme et le suprématisme sont souvent utilisés dans l'approche de son travail, qui semble partager non seulement un langage géométrique, mais aussi suivre un besoin similaire de distiller un ordre formel systématique à partir de la nature. en 1970, à ce que Kapur qualifie de point critique de sa carrière, Mohamedi écrit dans son journal : « Une fois de plus, je suis rassurée par Kandinsky – la nécessité de prendre d'un environnement extérieur et de lui apporter une nécessité intérieure. »,,.
Les comparaisons avec les contemporains de Mohamedi sont également fréquentes dans les critiques de son travail. Ainsi, elle est souvent associée au minimalisme américain des années 1960-70 et comparée à des artistes tels que Carl Andre, Ad Reinhardt, Barnett Newman, Mark Rothko, Richard Tuttle ou encore John Cage.
Les nombreux voyages de Mohamedi ont également eu une grande influence sur son œuvre. Non seulement elle a pu découvrir des artistes et des mouvements occidentaux grâce à ses visites et études en Europe et aux États-Unis, mais ses nombreux voyages en Asie lui ont permis de découvrir les traditions orientales. Ainsi, l'aspect particulièrement émotif de son travail proviendrait du lyrisme soufi, tandis que sa combinaison de géométrie et de lignes arabesques est souvent attribuée à une exposition au design islamique, en particulier à l'architecture perse, turque et du Rajasthan.

## Son œuvre

### Peintures et dessins
L'œuvre de Mohamedi défie toute catégorisation. Elle a exploré divers supports tels que les croquis, les aquarelles sur toile et les huiles, le crayon et le graphite. Son médium préféré reste le crayon et le papier. Elle a dessiné des lignes délicates mais délibérées. Elle a expérimenté des formations en forme de grille et des gradations variées à des angles aigus. Ce qui ressortait dans ses œuvres était sa perception de la lumière et de l'ombre,. Bien qu'il soit souvent difficile de situer temporellement son travail (elle laissait souvent des pièces sans titre et sans date), de nombreux critiques ont segmenté son œuvre en trois périodes. À une première période de croquis et de collages semi-figuratifs dans les années 1950 jusqu'au milieu des années 1960 succède une période « classique » de formes de moins en moins figuratives, y compris ses dessins basés sur une grille puis un style mature à la plume et à l'encre. Bien que son travail, en particulier les dessins matures des années 1970 et 1980, soit discipliné, voire austère, il reste très rythmé – libérant l’énergie et le mouvement des phénomènes naturels à travers la ligne.
Les œuvres de Mohamedi se trouvent dans la collection permanente du Metropolitan Museum of Art (MET) et du  Museum of Modern Art (MoMA) à New-York,, de l'Art Institute of Chicago, du Kiran Nadar Museum of Art (en) à New-Delhi, et de la Queensland Art Gallery à Queensland.
Son œuvre a été présentée, à paris, lors de l'exposition Elles font l'abstraction au Centre Pompidou en 2021,.

### Photographie
À partir des années 1950 et au début des années 1960, Mohamedi a commencé à photographier son environnement, non seulement lors de ses fréquents voyages, mais aussi au cours de sa vie quotidienne. Ses photographies sont cependant plus que documentaires ; les photos des années 1980, par exemple, comme ses derniers travaux à la plume et à l’encre, sont abstraites au point de devenir non représentatives. L'historienne de l'art Geeta Kapur (en)  considère que ces photographies sont entre l'artistique et le réel, affirmant qu'elles créent « une allégorie du (dé)placement entre le sujet et l'objet ».
Ses photographies, bien qu'elles ne soient ni des préparations pour ses dessins ni des œuvres incomplètes en elles-mêmes, aident à comprendre les principes qui sous-tendent tout le travail de l'artiste ; comme le note l'historien de l'art et critique Gregory Galligan, « Mohamedi est… une conscience itinérante, cursive et sinueuse, qui éclaire sans effort des fragments d'un paysage, le paysage urbain et les formes architecturales islamiques, comme la corniche à gradins d'une ancienne mosquée observée en très gros plan… Épurée, presque en apesanteur et presque entièrement effacée, l'esthétique de Mohamedi consiste en fin de compte à recentrer la conscience sur elle-même à l'aide d'une feuille abstraite ». Sa photographie aborde des thèmes tels que les paysages désertiques, les paysages marins, les motifs de tissage et l'architecture de Fatehpur Sikri,.

## Publications
- (en) Sheela Gowda, N. S. Harsha et Nasreen Mohamedi, Drawing Space: Contemporary Indian Drawing, Institute of International Visual Arts, 2000 (ISBN 978-1-899846-29-0, lire en ligne)